# Ron Stewart (rugby à XV)
Pour les articles homonymes, voir Ron Stewart et Stewart.

a Compétitions nationales et continentales officielles uniquement.

b Matchs officiels uniquement.
Ronald Terowie Stewart dit Ron Stewart, né le 12 janvier 1904 à Waikaia et mort le 15 décembre 1982 à Queenstown, est un joueur de rugby à XV qui a joué avec l'équipe de Nouvelle-Zélande évoluant au poste de troisième ligne aile.

## Biographie
Ron Stewart débute avec la province de South Canterburyà 17 ans, puis joue pour l'équipe de Canterbury dans le NPC. Il obtient sa première cape de All-Black à 19 ans le 30 juin 1928 contre l'équipe d'Afrique du Sud. Il fait partie des Invincibles qui sont invaincus lors de leur tournée au Royaume-Uni, en France et au Canada en 1924-25. Son dernier test match est contre les Lions britanniques le 5 juillet 1930. 

## Statistiques en équipe nationale
- 5 test matchs avec les Blacks (39 matchs au total)
- 3 points (1 essai)
- sélections par année : 4 en 1928, 1 en 1930